# Julija Gladkova
Julija Gladkova (in russo Юлия Гладкова?; Kursk, 17 gennaio 1994) è una cestista russa.

## Carriera
Con la Russia ha disputato i Campionati europei del 2019.